# Melogale cucphuongensis
Melogale cucphuongensis — хищное млекопитающее семейства куньих, обитающее во Вьетнаме. Описан в 2011 году и известен всего по двум экземплярам.

## Таксономия
Melogale cucphuongensis представитель рода Melogale, который насчитывает еще четыре вида. Два из них, бирманский барсук (Melogale personata) и китайский барсук (Melogale moschata), встречаются с ним в одном регионе. Melogale cucphuongensis был отнесен к отдельному виду на основании сравнения голотипа с ограниченным количеством экземпляров этих двух видов. Поскольку это не учитывает многие другие экземпляры Melogale, хранящиеся во всем мире, по состоянию на 2016 год неясно, действительно ли название, данное этому виду, по отношению к более ранним синонимам. В ожидании проверки вид Melogale cucphuongensis был предварительно принят Международным союзом охраны природы и оценена степень угрозы его существованию.

## Открытие
В марте 2005 года живого хорькового барсука, внешне отличавшегося от всех известных видов хорьковых барсуков, конфисковали рейнджеры из национального парка Кукфыонг во Вьетнаме. К сожалению, это животное погибло, а его тушку утилизировали. Год спустя, в январе 2006 года, недавно умершая особь с таким же фенотипом была обнаружена в Центре по спасению вымирающих приматов (EPRC) в том же национальном парке Кукфыонг. Из-за нескольких явно выраженных отличительных признаков, а именно: темно-коричневой головы и тела, черно-белой полосы, идущей от шеи до плеч и формы черепа, эти экземпляры были отнесены к новому виду.

## Распространение и среда обитания
Есть всего два известных экземпляра. Один обнаружен на участке комплекса зданий на опушке деградировавшего вечнозеленого леса в низине (второй экземпляр) и из места рядом с ним (первый образец), в национальном парке Кукфыонг в Северном Вьетнаме, в провинции Ниньбинь. Неизвестно, является ли это место типичной средой обитания данного вида. Участок расположен на известняке, что дало повод предположить, что этот вид может зависеть от карстовой среды обитания, как и другие животные в этом регионе.

## Сохранение
Melogale cucphuongensis в настоящее время классифицируется МСОП как вид, о котором нет данных, и конкретная оценка угрозы не представляется возможной. Вид, вероятно, находится под давлением охоты, так как на этом участке ведется активная охота, и один из экземпляров, по-видимому, сбежал из ловушки (хотя присутствие хорьковых барсуков указывает на то, что это не может сильно повлиять на них). Утрата среды обитания из-за вырубки лесов представляет собой общую угрозу для экосистем в регионе, что, вероятно, относится и к этому виду.